# Suddivisioni della Turchia
La Turchia è divisa amministrativamente in 81 province a capo di ciascuna delle quali è un governatore (detto vali) nominato dal governo centrale.
Le province sono a loro volta suddivise in distretti per un totale di 967. Il distretto centrale (capoluogo della provincia) è amministrato da un "vicegovernatore" designato, mentre gli altri distretti sono amministrati da un "sottogovernatore" (caimacam).
I comuni sono 3.228 (2006).

## Regioni
Le province della Turchia sono raggruppate in 7 regioni statistiche, che sono stati originariamente definite in occasione del Primo Congresso di Geografia tenutosi ad Ankara nel 1941. Il principale elemento della suddivisione in 7 regioni sono state le omogeneità di condizioni climatiche del territorio corrispondente (temperatura, precipitazioni, ecc).

## Comuni
- Comuni della Turchia
  - Comuni metropolitani della Turchia

## Villaggi
- Villaggi della Turchia